# Anthony Hylton
Pour les articles homonymes, voir Hylton.
George Anthony Hylton (né le 27 avril 1957), est un homme politique jamaïcain. Ministre des Affaires étrangères du 31 mars 2006 au 12 septembre 2007. Il est membre du Parti national du peuple.